# دیوید کوردون (بازیکن فوتبال)
دیوید کوردون (انگلیسی: Davide Cordone؛ زادهٔ ۱۷ اوت ۱۹۷۱) بازیکن فوتبال اهل ایتالیا است.
از باشگاه‌هایی که در آن بازی کرده‌است می‌توان به باشگاه فوتبال اینتر میلان، باشگاه فوتبال ارورا پرو پاتریا ۱۹۱۹، باشگاه فوتبال کاتانیا، باشگاه فوتبال مونتسا، باشگاه فوتبال جنوآ، باشگاه فوتبال آ.ث. میلان، باشگاه فوتبال لیورنو، و باشگاه فوتبال ترنانا اشاره کرد.